# كيسي كولمان (لاعب كرة قاعدة)
كيسي كولمان (بالإنجليزية: Casey Coleman) هو لاعب كرة قاعدة أمريكي، ولد في 3 يوليو 1987 في فورت مايرز في الولايات المتحدة.

## وصلات خارجية
- كيسي كولمان على موقع دوري كرة القاعدة الرئيسي (الإنجليزية)
- كيسي كولمان على موقعبيزبول رفرنس.كوم (الدوري الرئيسي) (الإنجليزية)
- كيسي كولمان على موقعبيزبول رفرنس.كوم (الدوري الثانوي) (الإنجليزية)
- كيسي كولمان على موقع إي إس بي إن.كوم (أم.أل.بي) (الإنجليزية)
- كيسي كولمان على موقع مشجعي الرسوم البيانية (الإنجليزية)